# Mimeresia
Mimeresia is een geslacht van vlinders van de familie Lycaenidae.

## Soorten
- M. cellularis (Kirby, 1890)
- M. debora (Kirby, 1890)
- M. dinora (Kirby, 1890)
- M. drucei (Stempffer, 1954)
- M. favillacea (Grünberg, 1910)
- M. issia Stempffer, 1969
- M. libentina (Hewitson, 1866)
- M. moorelsi (Aurivillius, 1901)
- M. neavei (Joicey & Talbot, 1921)
- M. pseudocellularis Stempffer, 1968
- M. russulus (Druce, 1910)
- M. semirufa (Smith & Kirby, 1889)